# Астахівський кар'єр
Астахівський кар'єр – гірничодобувне підприємство у Карагандинській області Казахстану, створене для розробки однойменного родовища вапняків.
Геологорозвідувальні роботи на родовищі провадились з 1932 року, а видобуток почали з 1944-го. При цьому Астахівське родовище містить вапняки з різними характеристиками, що придатні для виробництва як цементу, так і карбіду. Як наслідок, біч-о-біч з копальнею працює цементний завод (наразі відомий як АТ «Central Asia Cement»), тоді як вапняк карбідної якості міг споживати запущений в 1943-му  у Теміртау завод СК «Совпрен» № 2, який на основі ланцюжку карбід – ацетилен продукував широкий спектр хімічних продуктів включно із синтетичним каучуком.
Розробка Астахівського родовища ведеться відкритим способом, при цьому абсолютні відмітки рел’єфу на його території коливаються від +496 до +524 метрів, тоді як видобувні роботи станом на початок 2020-х ведуться на горизонті +465 метрів (проектна глибина кар’єру становить +435 метрів).
Балансові запаси родовища станом на початок 1991 року оцінювали у 234 млн тон, з яких 45 млн тон були придатні для виробництва карбіду. 
Станом на початок 2022-го за Астахівським родовищем рахувались залишкові запаси у 200 млн тон, при цьому промислові запаси в контурі проектного кар’єру становили 47 млн тон.
Також можливо відзначити, що наразі видобуток вапняку карбідної якості з Астахівського родовища не ведеться (а зазначений вище завод у Теміртау належить групі «ТЭМК», яка володіє Південно-Топарським вапняковим рудоуправлінням).